# 3135 Lauer
3135 Lauer è un asteroide della fascia principale. Scoperto nel 1981, presenta un'orbita caratterizzata da un semiasse maggiore pari a 2,4196643 UA e da un'eccentricità di 0,1407823, inclinata di 5,98305° rispetto all'eclittica.
L'asteroide è dedicato all'astronomo statunitense Tod R. Lauer.